# Quyết chiến đền Tiểu Lâm
Quyết chiến đền Tiểu Lâm là một bộ phim hoạt hình truyền hình Mỹ phát sóng trên Kids WB và được tạo ra bởi Christy Hui.  Lấy bối cảnh là một thế giới nơi các trận chiến võ thuật và ma thuật phương Đông là phổ biến, bộ phim kể về bốn chiến binh rồng tiểu lâm tập sự đang luyện để chiến đấu chống lại cái Ác. Để bảo vệ các bảo bối của bí kíp thần công (những bảo bối thần công có sức mạnh to lớn có khả năng thay đổi cả thế giới) bằng những bảo bối diệu kỳ này thế lực hắc ám dùng để thống trị thế giới. Các tập phim xoay quanh cuộc truy tìm những bảo bối của bí kíp thần công được giấu trên khắp thế giới và hình trình bảo vệ các bảo bối khỏi tay thế lực, kết quả là cả hai bên đều tìm thấy nó. Các nhân vật chạm đến đầu tiên của 2 bên thiện và ác phải thách đấu với nhau trong một cuộc đấu gọi là Quyết chiến đền tiểu lâm để sở hữu bảo bối.
Quyết chiến đền Tiểu Lâm là một bộ phim hoạt hình truyền hình Mỹ phát sóng trên Kids WB và được tạo ra bởi Christy Hui.
Tại Việt Nam, phim từng được Công ty Cổ phần Truyền thông Trí Việt (TVM Corp.) mua bản quyền và phát sóng trên kênh HTV3.

## Diễn viên lồng tiếng tham gia
- René Auberjonois - Sư phụ Fung (mùa 1)
- Jeff Bennett - Clay Bailey, Monk Guan, Cyclops, Gigi,. Tohomiko
- Danny Cooksey - Jack Spicer
- Grey DeLisle - Kimiko Tohomiko, Dyris
- Tom Kenny - Raimudo Pedrosa, Hannibal Roy Bean, Grand Master Dashi, Vlad, Klofange
- Wayne Knight - Dojo Kanojo Cho
- Maurice LaMarche - Master Fung (mùa 2-3), Tubbimura, Raksha, Chucky Choo
- Jason Marsden - Chase Young
- Susan Silo - Wuya
- Tara Strong - Omi, Megan

### Lồng thêm
- Dee Bradley Baker - Jessie Bailey
- Greg Baldwin - Daddy Bailey
- Jennifer Hale - Katnappe
- Kevin Michael Richardson - PandaBubba
- Glenn Shadix - Giant Spider
- Lee Thompson Young - Jermaine

### Lồng tiếng Việt
- Sư phụ Phùng - Tạ Bá Nghị
- Omi - Nguyễn Anh Tuấn
- Raimundo - Nguyễn Thụy Thùy Tiên
- Kimiko - Võ Huyền Chi
- Clay - Hồ Chơn Nhơn
- Dojo, Jack Spicer - Lâm Quốc Tín
- Wuya - Huỳnh Lưu Đăng Thái
- Megan - Dương Tuấn Thanh

## Giải thưởng và đề cử

### Daytime Emmy Awards
| Năm  | Thể loại                                              | Mùa                          | Kết quả   |
| ---- | ----------------------------------------------------- | ---------------------------- | --------- |
| 2004 | Biên tập âm thanh — Live Action và hoạt hình xuất sắc | 1(tập 1–6)                   | Đề cử     |
| 2005 | Biên tập âm thanh — Live Action và hoạt hình xuất sắc | 1 (tập. 7–13) & 2 (tập 1–11) | Đoạt giải |
| 2006 | Biên tập âm thanh — Live Action và hoạt hình xuất sắc | 2 (tập 12–26) & 3(tập 1–8)   | Đề cử     |
| 2007 | Biên tập âm thanh — Live Action và hoạt hình xuất sắc | 3 (tập 9–13)                 | Đề cử     |

### Annie Award
| Năm  | Thể loại                                                        | Mùa         | Kết quả |
| ---- | --------------------------------------------------------------- | ----------- | ------- |
| 2004 | Thiết kế nhân vật xuất sắc trong sản xuất hoạt hình truyền hình | 1 (tập 1–6) | Đề cử   |

### Phát hành DVD
DVD Mùa một phim đã được phát hành. Gồm 2 đĩa và chủ đề đặc biệt ở đĩa 2, nhưng chỉ có chủ đề là trailer cho những chương trình và phim khác. Mùa 2 hoặc 3 chưa từng được phát hành thành DVD

## Tổng quan
- Danh sách tập phim Quyết chiến đền Tiểu Lâm
- Xiaolin Showdown Trading Card Game